# Väter und Söhne
Väter und Söhne (en alemany, Pare i fill) és una pel·lícula germanosueca del 1930 dirigida per Victor Sjöström i protagonitzada per Rudolf Rittner, Franziska Kinz i Martin Herzberg. La direcció artística de la pel·lícula va ser de Vilhelm Bryde. L'any següent es va estrenar una versió de la pel·lícula en suec.

## Repartiment
- Rudolf Rittner com a Harald Hilding Markurell, l'hostaler
- Franziska Kinz com la Sra. Karin Markurell
- Martin Herzberg com a Johann Markurell
- Alfred Gerasch com a Karl-Magnus de Lorche
- Carl Balhaus com a Louis de Lorche
- Elfriede Borodin com a Brita, la neboda de Karl-Magnus
- Ernst Gronau com a Sven Ström, el barber
- Artur Retzbach com Per Ström, el seu germà, el porter de l'escola
- Philipp Manning com a principal
- Gustav Rickelt com el degà. Censor escolar
- Ernst Dernburg com a professor de química. Censor escolar